# جاكي شان
جاكي شان اسم الولادة الأصلي «شان كونغ سانغ» (بالصينية: 陳港生) ولد في 7 أبريل سنة 1954 في هونغ كونغ  هو ممثل ومخرج أفلام ومنتج ومغني صيني من هونغ كونغ. يشتهر في أفلامه بأسلوب ملاكمة السكران في القتال واستخدام أسلحة مرتجلة والحركات البهلوانية المبتكرة والتي في العادة يؤديها بنفسه. بدأ التمثيل منذ الستينات الميلادية، وقد ظهر في أكثرمن 150 فيلماً. وبعدها حصل شان على نجوم في كل من شارع النجوم في هونغ كونغ وممر الشهرة في هوليوود باعتباره أيقونة ثقافية. تم الإشارة إليه في العديد من أغاني البوب، الكرتون وألعاب الفيديو. تدرب جاكي شان على الأوبرا وأصدر عددا من الألبومات وغنى العديد من الشارات الموسيقية للأفلام التي لعب دور البطولة فيها. كما أنه فاعل خير بارز. ولقد فاز بعدد كبير من الجوائز ومنها جائزة الأوسكار الفخرية.

## النشأة
ولد شان في 7 أبريل 1954 في هونغ كونغ البريطانية كـ «شان كونغ سانغ». والده تشارلز شان ووالدته لي-لي شان وهما لاجئين من الحرب الأهلية الصينية. كان يلقب بـ «باو باو» (بالصينية: 炮炮) أي قذيفة المدفع بسبب نشاطه أثناء طفولته. عمل والداه لدى السفير الفرنسي في هونغ كونغ، وقضى سنواته التكوينية في محل إقامة القنصل في حي «فيكتوريا بيك».
ارتاد مدرسة نا-هوا الابتدائية في جزيرة هونغ كونغ، حيث رسب في السنة الأولى وبعد ذلك سحبه والداه من المدرسة. في عام 1960 هاجر والده إلى كانبرا في أستراليا للعمل رئيسا للطهي في السفارة الأمريكية، وأُرْسِل شان إلى أكاديمية الدراما الصينية. تدرب تشان بانضباط على مدى العقد التالي حيث تفوق في الفنون القتالية والألعاب البهلوانية. أصبح عضوا في مجموعة أداء تضم أفضل الطلاب في الأكاديمية، وأصبح شان صديقا مقربا مع زميليه في المجموعة سامو هونغ ويوين بياو، وثلاثتهم أصبحوا لاحقا يعرفون باسم الأخوة الثلاثة أو التنانين الثلاثة. بعد دخول شان عالم صناعة السينما جنبا إلى جنب مع صديقه سامو هونغ حصل على فرصة للتدريب على فن هاب كيدو تحت إشراف المدرب جين كيم بال، وحصل شان في نهاية المطاف على الحزام الأسود.
بدأ حياته المهنية من خلال الظهور في أدوار صغيرة في سن الخامسة. في سن الثامنة ظهر مع بعض زملائه في فيلم في عام 1962. ظهر في العام التالي في فيلم الحب الأبدي (1963). وكان له دور صغير في فيلم المخرج الصيني كينغ هو بعنوان «تعال اشرب معي» عام 1966. في 1971 ظهور مرة أخرى في أحد أفلام الكونغ فو بعنوان لمسة من زن. في سن السابعة عشر ظهر مع بروس لي كمؤدي مشاهد خطيرة في فيلم قبضة الغضب وفيلم دخول التنين. حصل على أول دور بطولة له في وقت لاحق من ذلك العام في فيلم النمر الصغير من كانتون الذي كان له إصدار محدود في هونغ كونغ في عام 1973.
التحق شان بوالديه في كانبيرا في عام 1976، حيث ارتاد لفترة وجيزة كلية ديكسون وعمل كعامل بناء. كان أحد زملائه في العمل اسمه جاك وبالتالي كسب تشان لقب «جاك الصغير» والذي اختصر لاحقا لـ «جاكي»، والتصق به هذا الاسم منذ ذلك الحين. في أواخر التسعينات الميلادية غير شان اسمه الصيني إلى فونغ سي لونغ (بالصينية: 房仕龍) لأن لقب والده الأصلي كان فونغ.

## حياته في المدرسة
لقد كانت أيام الدراسة غير مطاقة بالنسبة إلى جاكي ولكن رغبة أبويه في دخوله للمدرسة كانت أقوى من حبه للعب. بعد رضوخه للأمر الواقع التحق جاكي بمدرسة «ناه ـ هاواهي» الابتدائية وبعد نجاحه في الصف الأول ابتسم الحظ لأبيه السيد «شارليز شان» فقد أصبح رئيسا للطهاة في السفارة الأمريكية بأستراليا لذلك قرر بأنه على جاكي أن يلتحق بمدرسة أفضل.
التحق جاكي بمدرسة بكين للأوبرا وهو في السابعة من عمره وكانت تلك المدرسة تهتم بالفنون المختلفة كالرقص والغناء والرسم والتمثيل وكان كل من «ساموهانج» و«يون بايو» زملاء دراسة لجاكي وهذان الاثنان هما من كبار الممثلين في يومنا الحالي. كان المعلم «يو جم ين» من الممثلين المرموقين في تلك الفترة وكان يؤمن بالعمل المتواصل وكان شديد الإعجاب بجاكي وهو مؤسس فرقة السبعة المحظوظين التي كانت تضم هؤلاء الثلاثة.

## بدايته في التمثيل

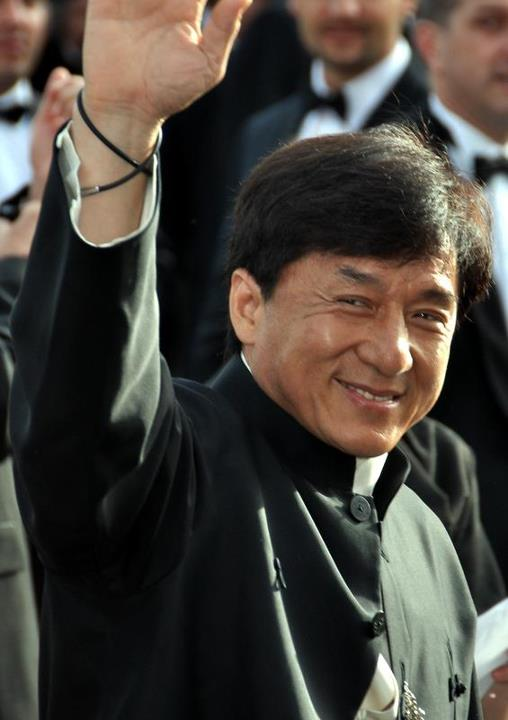
جاكي في مهرجان كان السينمائي في 2012

لقد كان معروفاً عن هذه الفرقة بأنها فرقة تتميز بالحركات البهلاونية الخطرة وكان جاكي هو وبعد أن كبر أعضاء هذه الفرقة، توجه كل في طريقه، سامو هانج كان قد وقع عقد تمثيل لشركة (غولد فيست) وقد قدم جاكي للمسؤولين وقام بأداء بعض الحركات البهلاونية أمامهم وكانت تلك الحركات هي حركات ممثل الكونغ فو الراحل بروس لي فقد دربه بروس لي بنفسه.
وقد سمع به أحد صناع السينما هناك وكان يدعى «ويلي شان» أراد مقابلة جاكي وبالفعل تم اللقاء، وكانت نتيجته هو أن يقدم جاكي مجموعة من الأفلام السابقة لبروسلي إلا أن هذه الفكرة لم تنجح على الإطلاق. ويرجح النقاد بأن سبب فشل أفلامه هو أن أسلوب بروسلي يختلف كلياً عن أسلوب جاكي. لكن جاكي لم يستسلم وحاول أن يطرق باب هوليوود عدة مرات عن طريق مجموعة من الأدوار الصغيرة التي أداها أمام مشاهير هوليود إلا أنه تم تجاهله كلياً.
ويبدو أن سنة 1978 هي السنة التي شهدت انطلاقة جاكي إلى العالمية حيث مثل في فليم الكونغ فو الكوميدي
"Half A Loaf Of Kung Fu and Snakes in the Eagle's Shadow "
ومن هنا استمد جاكي طريقته الخاصة به في التمثيل ليمثل فيما بعد في "The Drunken Master" الذي لقي النجاح بشكل رائع، وفي مطلع الثمانينات من القرن الماضي التحق جاكي شان رسميا بشركة (غولد فيست) وأصبح «ويلي شان» هو مدير أعماله ومن هنا توالت النجاحات فقدم العديد من الأفلام التي لاقت شهرة عالمية منها:
Project A, My
Lucky Star, Dragons Forever, Heart Of The Dragon and Twinkle, Twinkle Lucky Star
وتواصلت نجاحات جاكي إلى أن وصل حتى منتصف التسعينات حين أراد أن يعاود الكرة ويطرق أبواب هوليوود من جديد ويبدو بأن الحظ هذه المرة ابتسم لجاكي شان فقد مثل في فيلم "Mr.Nice Guy" المعروف وتوالت النجاحات حتى رشح لدور البطولة في فليم "Rush Hour" بجانب «كريس تاكر» ولاقى هذا الفليم نجاحاً غير متوقعاً وحقق أرباحاً عالية في شباك التذاكر الأمريكية، وبعد ذلك قدم فليم "Shanghai Noon" مع «أوين ويلسون» وبهذا استطاع جاكي أن يحكم قبضته على أفلام الحركة الكوميدية أو افلام الكونغ فو الكوميدية، ومن آخر أفلامه الأبراج الصينية (Chinese Zodiac).

## رؤاه السياسية ونقاط الجدل
وصف شان، خلال مؤتمر صحفي في شنغهاي في 28 مارس 2004، الانتخابات الرئاسية التايوانية لعام 2004 بأنها «أكبر نكتة في العالم»، وذلك بعد إعادة انتخاب مرشحي الحزب الديمقراطي التقدمي تشن شوي بيان رئيسًا للدولة وأنيت لو نائبًا للرئيس. دعا باريس تشانغ -وهو مشرع تايواني وأحد كبار أعضاء الحزب الديمقراطي التقدمي- حكومة تايوان إلى منع أفلام شان ومصادرة حقه في زيارة تايوان. فصلت قوات الشرطة وعناصر الأمن بين شان وجموع من المتظاهرين المنادين «اخرج يا جاكي شان»، وذلك بعد وصوله إلى مطار تايبيه في يونيو 2008.
في إشارة إلى مشاركته في مسار الشعلة الأولمبية الصيفية 2008 في بكين، انتقد شان المتظاهرين الذين أعاقوا مسار الشعلة لمرات عديدة في محاولة منهم لجذب الانتباه للعديد من مظالم الحكومة الصينية ضدهم. وحذر شان هؤلاء المتظاهرين الذين يخططون لمنعه من حمل الشعلة من الاقتراب منه أثناء قيامه بذلك. وأشار شان إلى أن التغطية الإعلامية للأولمبيات قد وفرت فرصة أخرى لتثقيف العالم حول الثقافة الصينية.
منحت الحكومةُ الصينية شان لقب «السفير المناهض للمخدرات» في عام 2009، وبدأ بعدها بالمشاركة الفاعلة في الحملات المضادة للمخدرات وداعمًا لبيان الرئيس هو جينتاو الذي حث فيه على القضاء على المخدرات ومعاقبة مستخدميها بأشد العقوبات. قال شان بعد اعتقال ابنه جايسي بتهمة تعاطيه القنب بأنه «غاضب» و«مصدوم» و«محطم القلب» و«خجل» من ابنه. وأضاف: «أتمنى أن يتعلم جميع الشباب درسًا مما حصل لجايسي وأن يبتعدوا عن خطر المخدرات. أقول لجيسي أن عليك أن تتقبل العواقب عندما تقوم بعمل أمر خطأ».
في 18 أبريل 2009، شكك شان، خلال مشاركته في حلقة نقاشية في منتدى بواو لآسيا، بفائدة الحرية الواسعة. وأشار إلى التوترات الشديدة الحاصلة في هونغ كونغ وتايوان قائلًا: «بدأت أحس تدريجيًا أننا نحن الصينيون بحاجة أن نخضع للسيطرة. إن لم نخضع للسيطرة، فإننا سنقوم بأي شيء نريد». أثارت تعليقات شان ردودًا غاضبة من قبل العديد من الشخصيات البارزة في تايوان وهونغ كونغ. لاحقًا، قال أحد المتحدثين إن شان قصد الحرية في قطاع الترفيه، لا في المجتمع الصيني بأكمله.
تسبب شان بموجة من الغضب في ديسمبر 2012 بعد انتقاده لمدينة هونغ كونغ واصفًا إياها «مدينة الاحتجاج»، مشيرًا إلى ضرورة الحد من حقوق المتظاهرين في هونغ كونغ. في الشهر ذاته، أشار شان في مقابلة له مع قناة فينيكس إلى أن الولايات المتحدة الأمريكية هي الدولة «الأكثر فسادًا» في العالم، ما تسبب بدوره في إشعال الغضب في أجزاء من مجتمع الإنترنت. ثبتت مقالات أخرى تعليقات شان بخصوص مسيرته المهنية وحياته في الولايات المتحدة الأمريكية، من ضمنها «مديحه لسوق الفيلم الأمريكي» وطلبه للجوء في الولايات المتحدة الأمريكية من الثالوث في هونغ كونغ. ورد اسم شان في وثائق بنما في أبريل 2016. انتقد شان احتجاجات هونغ كونغ لمناهضة مشروع قانون تسليم المجرمين في 2019 قائلًا إن «العلم ذو النجوم الخمسة محترم في جميع بقاع العالم».

## أعماله
| العمل                                       | الدور                 |
| ------------------------------------------- | --------------------- |
| الضربة الخفية                               | لو فينج               |
| The Knight of Shadows: Between Yin and Yang | بو سونجلينج           |
| الأجنبي                                     | كوان نوك مين          |
| الأرض                                       | الراوي                |
| Bleeding Steel                              |                       |
| القناع الحديدي                              | السيد                 |
| عملية الجوز 2: مجنون بالفطرة                | مستر فينج - أداء صوتي |
| الليجو نينجاجو                              | سينسي وو - أداء صوتي  |
| Railroad Tigers                             | ما يوان               |
| Kung-Fu Yoga                                | جاك                   |
| Skiptrace                                   | بيني بلاك             |
| كونغ فو باندا 3                             | مونكي (صوت)           |
| Monkey King: Hero Is Back                   | الملك القرد           |
| دراغون بليد ‏                                | هو-آن                 |
| Police Story 2013                           |                       |
| سي زد 12                                    | آسيان هوك             |
| 1911                                        | هوانج اكسنج           |
| جاسوس الباب التالي                          | بوب هو                |
| Shaolin                                     | طبخ                   |
| كونغ فو باندا 2                             | مانكي (القرد)         |
| Little big soldier                          | الجندي                |
| فتى الكاراتيه                               | هان                   |
| San suk si gin                              | ستيل هيد              |
| المملكة المحرمة                             |                       |
| كونغ فو باندا                               | القرد                 |
| ساعة الذروة 3                               | رئيس المفتش لي        |
| روبن هود                                    | سونجس                 |
| The Myth                                    |                       |
| القصة الشرطة جديد                           | شان وينغ              |
| حول العالم في 80 يوما                       |                       |
| Traces Of A Dragon                          | بشخصة                 |
| The Medallion                               |                       |
| فرسان شنغهاي                                | تشون وانج             |
| ذا توكسيدو                                  | جيمي تونج             |
| The Accidental Spy                          | بوك يوين              |
| ساعة الذروة 2                               | الشيف/ لي             |
| Shanghai Noon                               | تشون وانج             |
| Gorgeous                                    |                       |
| Who Am I?                                   | هو أي يام             |
| ساعة الذروة                                 | لى                    |
| مستر نايس جاي                               | جاكي                  |
| Jackie Chan's First Strike                  | المفتش تشان           |
| الصاعقة                                     |                       |
| Rumble in the Bronx                         |                       |
| السيد السكران 2                             |                       |
| أدب الجريمة                                 | المفتش إيدي تشان      |
| The Twin Dragons                            | ما يو / داي هارد      |
| عملية كوندور                                |                       |
| Armour Of God                               |                       |
| Police Story                                |                       |
| To kill with intrigue                       | شين لونج              |

## جاكي شان في ألعاب الفيديو
إن شهرة جاكي الواسعة وجماهيريته الكبيرة دفعت شركات تصنيع ألعاب الفيديو إلى تقديم شخصية جاكي كشخصية أساسية في اللعبة فقد تم إصدار لعبة بشخصية جاكي شان على جهاز (nes) المنتج من قبل شركة نينتيندو لألعاب الفيديو. كما تم إصدار لعبة على جهاز البلاي ستيشن 1 باسم (جاكي شان ستانت ماستر) ولقد قام جاكي بالمشاركة في تصميم اللعبة من خلال صوته وتعليقاته الطريفة أثناء مراحل اللعبة وقد احتوت اللعبة على شيء اعتاد جاكي على إظهاره في نهاية أفلامه وهي الأخطاء الحاصلة أثناء التصوير فقدم أيضاً نفس الفكرة فتتم مشاهدتها بعد نهاية اللعبة مما أضاف جو من المرح الإضافي. كما تم إصدار لعبة على جهاز البلاي ستيشن 2 باسم مغامرات جاكي شان (jackie Chan Adventures) وهي نفس عنوان مسلسل رسوم متحركة شارك فيه جاكي شخصياً بنصائح عامة وقصيرة بعد نهاية الحلقات وتم عرض المسلسل على قناة mbc3.

## ثروته
وفقاً لموقع فوربس، بلغت ثروة جاكي شان 350 مليون دولار، وأعلنَ يوم 19 أبريل سنة 2021 أنه تبرّع بثروته لأعمال خيرية، ولم يُبقِ لابنه جايسي شان نصيباً منها، وقال «إن كان ابني قادراً فسوف يصنع ماله الخاص، وإن كان غير قادر فسوف يضيع أموالي التي جنيتها».

## وصلات خارجية
- الموقع الرسمي
- جاكي شان على موقع IMDb (الإنجليزية)
- جاكي شان على موقع ميتاكريتيك (الإنجليزية)
- جاكي شان على موقع الموسوعة البريطانية (الإنجليزية)
- جاكي شان على موقع روتن توميتوز (الإنجليزية)
- جاكي شان على موقع مونزينجر (الألمانية)
- جاكي شان على موقع قاعدة بيانات الأفلام العربية
- جاكي شان على موقع ألو سيني (الفرنسية)
- جاكي شان على موقع ميوزك برينز (الإنجليزية)
- جاكي شان على موقع تيرنر كلاسيك موفيز (الإنجليزية)
- جاكي شان على موقع أول موفي (الإنجليزية)
- الصفحة في الطماطم الفاسدة